# Premijer liga 2018-2019 (pallacanestro maschile)
La Premijer liga 2018-2019 è stata la 28ª edizione del massimo campionato croato di pallacanestro maschile.

## Squadre

### Promozioni e retrocessioni
La stagione 2018-2019 della Liga è composta da 12 squadre della stagione precedente, oltre alla vincitrice della A2 Liga e alla vincitrice dei playoff della A2.
Squadre promosse dalla A2 Liga
- Bosco
- Gorica

### Squadre partecipanti
| Squadra              | Città         | Palazzetto                           | Capacità |
| -------------------- | ------------- | ------------------------------------ | -------- |
| Škrljevo             | Škrljevo      | Dvorana Mavrinci                     | 720      |
| Alkar                | Signo         | Sportska dvorana Ivica Glavan Ićo    | 600      |
| Bosco                | Zagabria      | Sportska dvorana Trnsko              | 2 500    |
| Cedevita             | Zagabria      | Dom sportova                         | 3 100    |
| Cibona Zagabria      | Zagabria      | Dvorana Dražen Petrović              | 5 400    |
| Gorica               | Velika Gorica | Dvorana srednjih škola Velika Gorica | 1 000    |
| Hermes Analitica     | Zagabria      | Dvorana Dražen Petrović              | 5 400    |
| Spalato              | Spalato       | Arena Gripe                          | 3 500    |
| Građanski Šibenik    | Sebenico      | Sportska dvorana Baldekin            | 900      |
| Vrijednosnice Osijek | Osijek        | Gradski vrt Hall                     | 3 538    |
| Zabok                | Zabok         | Zabok Sports Hall                    | 3 000    |
| Zara                 | Zara          | Dvorana Krešimira Ćosića             | 7 997    |

## Risultati

### Stagione regolare
|     | Squadra              | G  | V  | P  | PF   | PS   | Diff. | Pt. | Qualificazione                                        |
| --- | -------------------- | -- | -- | -- | ---- | ---- | ----- | --- | ----------------------------------------------------- |
| 1.  | Zara                 | 22 | 18 | 4  | 1895 | 1704 | +191  | 40  | playoffs                                              |
| 2.  | Cibona Zagabria      | 22 | 17 | 5  | 2009 | 1675 | +334  | 39  | playoffs                                              |
| 3.  | Spalato              | 22 | 14 | 8  | 1840 | 1702 | +138  | 36  | playoffs                                              |
| 4.  | Cedevita             | 22 | 13 | 9  | 1805 | 1729 | +76   | 35  | playoffs                                              |
| 5.  | Vrijednosnice Osijek | 22 | 12 | 10 | 1805 | 1858 | -53   | 34  | playoffs                                              |
| 6.  | Gorica               | 22 | 11 | 11 | 1891 | 1795 | +96   | 33  | playoffs                                              |
| 7.  | Zabok                | 22 | 11 | 11 | 1740 | 1749 | -9    | 33  | playoffs                                              |
| 8.  | Građanski Šibenik    | 22 | 10 | 12 | 1839 | 1812 | +27   | 32  | playoffs                                              |
| 9.  | Škrljevo             | 22 | 10 | 12 | 1801 | 1824 | -23   | 32  |                                                       |
| 10. | Alkar                | 22 | 7  | 15 | 1717 | 2018 | -301  | 29  |                                                       |
| 11. | Hermes Analitica     | 22 | 7  | 15 | 1893 | 2091 | -198  | 29  | Qualificata per lo spareggio retrocessione/promozione |
| 12. | Bosco                | 22 | 2  | 20 | 1689 | 1967 | -278  | 24  | retrocessa in A2 Liga                                 |

### Spareggio retrocessione/promozione
Dalla stagione 2018–19, la squadra che perde la finale promozione della A1 Liga e la squadra classificata all'undicesimo posto della Premijer liga disputano uno spareggio per un posto nella Premijer liga 2019-2020.
| Squadra 1        | Totale | Squadra 2 | Gara 1 | Gara 2 | Gara 3 |
| ---------------- | ------ | --------- | ------ | ------ | ------ |
| Hermes Analitica | 2-0    | Dubrava   | 85-82  | 83-72  | -      |

### Playoff
|  | Quarti di finale | Quarti di finale     | Quarti di finale |                 |          | Semifinali      | Semifinali | Semifinali |  |  | Finali | Finali   | Finali |
|  |                  |                      |                  |                 |          |                 |            |            |  |  |        |          |        |
|  | 1.               | Zara                 | 2                |                 |          |                 |            |            |  |  |        |          |        |
|  | 8.               | Građanski Šibenik    | 0                |                 |          |                 |            |            |  |  |        |          |        |
|  | 8.               | Građanski Šibenik    | 0                |                 | 1.       | Zara            | 2          |            |  |  |        |          |        |
|  |                  |                      |                  |                 | 1.       | Zara            | 2          |            |  |  |        |          |        |
|  |                  | 4.                   | Cedevita         | 3               |          |                 |            |            |  |  |        |          |        |
|  | 4.               | 4.                   | Cedevita         | 3               | Cedevita | 2               |            |            |  |  |        |          |        |
|  | 4.               |                      |                  |                 | Cedevita | 2               |            |            |  |  |        |          |        |
|  | 5.               | Vrijednosnice Osijek | 0                |                 |          |                 |            |            |  |  |        |          |        |
|  |                  |                      |                  |                 |          |                 |            |            |  |  | 4      | Cedevita | 0      |
|  |                  |                      | 2                | Cibona Zagabria | 4        |                 |            |            |  |  |        |          |        |
|  | 2.               | Cibona Zagabria      | 2                |                 |          |                 |            |            |  |  |        |          |        |
|  | 7.               | Zabok                | 0                |                 |          |                 |            |            |  |  |        |          |        |
|  | 7.               | Zabok                | 0                |                 | 2.       | Cibona Zagabria | 3          |            |  |  |        |          |        |
|  |                  |                      |                  |                 | 2.       | Cibona Zagabria | 3          |            |  |  |        |          |        |
|  |                  | 3.                   | Spalato          | 0               |          |                 |            |            |  |  |        |          |        |
|  | 3.               | 3.                   | Spalato          | 0               | Spalato  | 2               |            |            |  |  |        |          |        |
|  | 3.               |                      |                  |                 | Spalato  | 2               |            |            |  |  |        |          |        |
|  | 6.               | Gorica               | 1                |                 |          |                 |            |            |  |  |        |          |        |

| Premijer liga 2018-2019    |
| -------------------------- |
| Cibona Zagabria 19º titolo |

## Squadra vincitrice
|    | Naz.                                   | Ruolo | Sportivo          | Anno | Alt. | Peso |  |
| -- | -------------------------------------- | ----- | ----------------- | ---- | ---- | ---- |  |
| 1  | Croazia (bandiera)                     | G     | Josip Bilinovac   | 1990 | 193  | 90   |  |
| 5  | Serbia (bandiera)                      | P     | Marko Ljubičić    | 1987 | 196  | 87   |  |
| 6  | Croazia (bandiera)                     | P     | Roko Rogić        | 1992 | 187  | 83   |  |
| 7  | Croazia (bandiera)                     | AP    | Igor Marić        | 1985 | 195  | 87   |  |
| 8  | Croazia (bandiera)                     | AG    | Filip Bundović    | 1994 | 202  | 93   |  |
| 13 | Australia (bandiera)                   | AP    | Dominic Gilbert   | 1996 | 198  | 98   |  |
| 15 | Croazia (bandiera)                     | AP    | Ivan Novačić      | 1985 | 201  | 89   |  |
| 17 | Croazia (bandiera)                     | C     | Roko Prkačin      | 2002 | 206  |      |  |
| 20 | Croazia (bandiera)                     | A     | Marin Rozić       | 1983 | 201  | 100  |  |
| 21 | Croazia (bandiera)                     | C     | Krešimir Ljubičić | 1998 | 211  |      |  |
| 30 | Croazia (bandiera)                     | G     | Fran Pilepić      | 1989 | 193  | 86   |  |
| 77 | Croazia (bandiera)                     | PG    | Sandro Rašić      | 2001 | 192  |      |  |
| 85 | Croazia (bandiera) · Svezia (bandiera) | AC    | Damir Markota     | 1985 | 208  | 102  |  |
|    | Bosnia ed Erzegovina (bandiera)        | ALL   | Ivan Velić        |      |      |      |  |